# Боклуџе
Боклуџе је река која је пролазила кроз Пирот. Градске власти су донеле одлуку да се на потезу Боклуџа изгради
бетонски колектор отпадних вода. Ова намера почела је у центру да се реализује од 1931. године. На месту каљуге после Другог
светског рата био је изграђен део нове улице - крајем ХХ века улица Ћирила и Методија. У овој реци су Пироћанци могли ловити рибе и ракове. Река је на крају постала сметлиште и канал за отпад. Добила је име
отуда што су Турци бацали у њу ђубре, боклук, јер је у то време ова речица имала велику количину воде и брз ток, те је носила сву нечистоћу из града чак иза Тврђаве.

## Историја
Богати Турчин Мустаф–ага, који је држао чифлик код Кавака (извор пијаће воде у Пироту) и у Новој мали, преусмерио је воду на
своју воденицу на речици Рогоз и Боклуџе претворио у каљугу. Каљуга је до пред Други светски рат текла на северозапад правцем нагиба земљишта тангирајући градско ткиво на три места: источно од Нове мале, у Стамбол капији и код Сењака.
Код Беговог (баба Лениног) моста Боклуџе је улазило градско ткиво, пресецајући Пазар средином. На реци су били изграђени камени мостови: Бегов и Решитов. Речица је била отворени колектор за избацивање градског смећа. Преко Боклуџа Нишава је повремено плавила Пазар.
Белешку о томе оставио је неки свештеник средином XIX века напомињући да је вода у Цркви била „један аршин“ дубока. Поплаве су биле и у другим периодима (на пример, Наталија Радовановић се сећа да су Црква и Крајцарово сокаче били поплављени око Видовдана 1915. године). 
Проблем са реком отворен је први пут 1923. године. Конкретна одлука да се крене са исушивањем тог простора је донета 1927. године. Од одлуке па до првих радова на терену поново је прошло више година. Тек септембра 1930. године у време када је општину водио председник Јордан Џаџић учињени су први озбиљни кораци. 
План је предвиђао и регулацију Рудничке улице што је подразумевало и пројекат за изградњу интерната тадашње Учитељске школе, за шта је општина купила и посебан плац. Како би радови на терену отпочели, требало је обезбедити значајна финансијска средства, а како је у међувремену дошло до промене општинске власти, посао је поново одложен на пар месеци. Убрзо је руском стручњаку додељен и задатак израде плана за регулацију Американске улице (данашња улица Драгољуба Миленковића, између Гимназије и Суда), Сарајевске улице (данашња Јеврејска улица) и улице Принца Борђа (данашња Улица кнеза Милоша) уз хонорар од 1100 тадашњих динара. Николај Пугачов је добио овај посао. 
На пролеће 1931. године он је пред варошке већнике изашао са готовим планом регулације речице Боклуџе који је подразумевао њено каналисање од ушћа у реку Бистрицу код општинске кланице па до Рашитовог моста. Вредност радова је у том тренутку процењена на 2,5 милиона динара. 